# Jacqueline Tong
Jacqueline Tong, född 21 maj 1951 i Bristol, är en brittisk skådespelare. Tong är främst känd för rollen som jungfrun Daisy Peel i dramaserien Herrskap och tjänstefolk. Hon har också medverkat i Ett huvud för mycket, Princess Caraboo och The Life and Adventures of Nicholas Nickleby. 

## Filmografi i urval
- 1973–1975 – Herrskap och tjänstefolk (TV-serie)
- 1977 – Hard Times (Miniserie)
- 1978 – Spearhead (TV-serie)
- 1978 – The One and Only Phyllis Dixey (TV-film)
- 1982 – Coronation Street (TV-serie)
- 1989 – Ett huvud för mycket
- 1992 – Ruth Rendell Mysteries (TV-serie)
- 1994 – Middlemarch (TV-serie)
- 1994 – Princess Caraboo
- 1995–2000 – The Bill (TV-serie)
- 1999 – David Copperfield
- 2000 – The 10th Kingdom (Miniserie)
- 2001 – The Life and Adventures of Nicholas Nickleby
- 2001 – The Cazalets (TV-serie)
- 2002 – Brottet och straffet (TV-serie)
- 2007 – Hennes envisa hjärta
- 2016 – Agatha Raisin (TV-serie)
- 2016 – Close to the Enemy (Miniserie)